# ジャップ・ザ・ロック・リボルバー
『ジャップ・ザ・ロック・リボルバー』は、2009年の日本映画。聴覚障害者4人を含む手話ロックバンド「BRIGHT EYES」の姿を追うドキュメンタリー映画である。

## キャスト
- BRIGHT EYES
  - 鈴木俊祐
  - 木村正明
  - 神谷和昌
  - 高瀬洋子
  - 成田佳総